# Wallacelinjen

Wallacelinjen mellan Indonesien och Australien

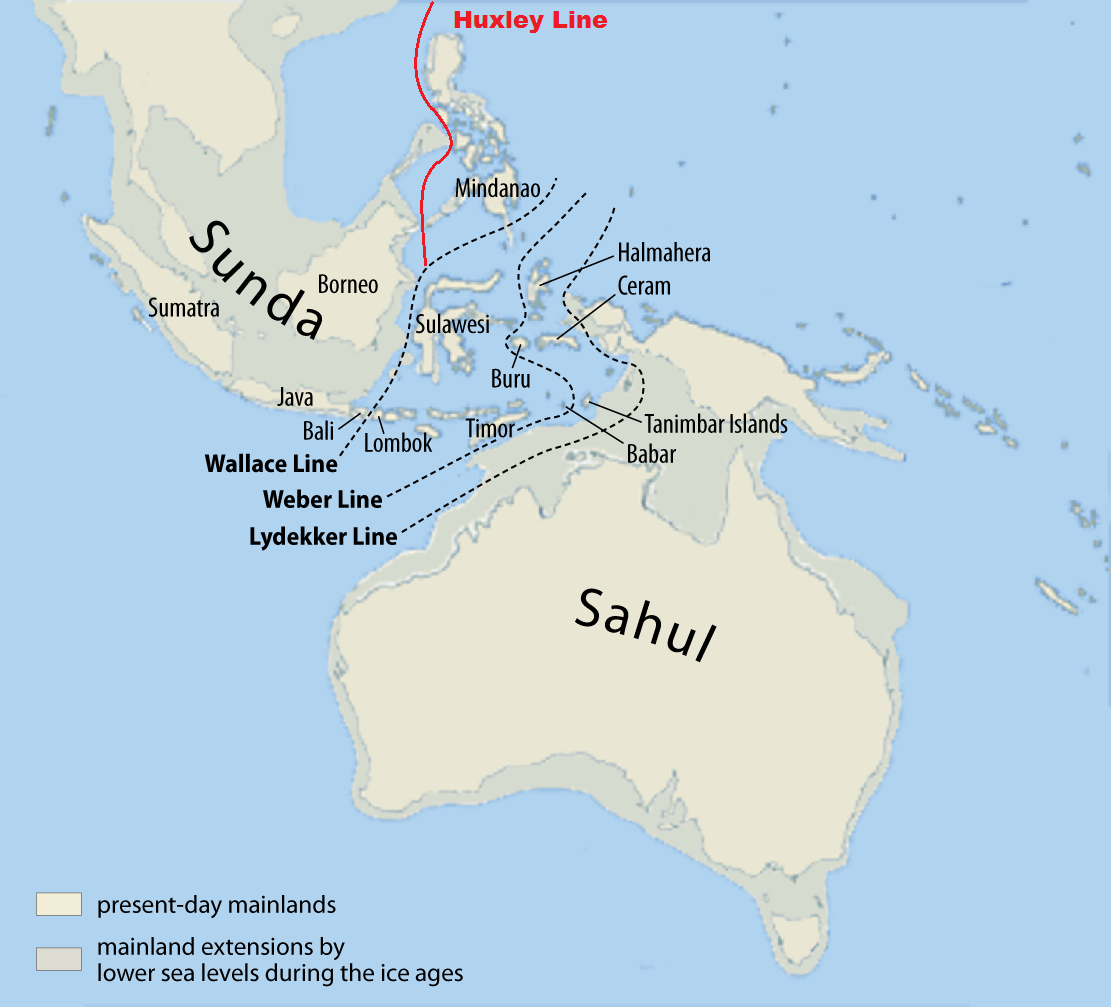
Wallacelinjen och Weberlinjen under istiden

Wallacelinjen är en tänkt linje mellan Indonesien och Australien med tillhörande övärld, som delar de två djurgeografiska regionerna australasien och den orientaliska åt. Det djurgeografiska området närmast öster om linjen kallas Wallacea.

## Namnet
Linjen har sitt namn från den brittiska biologen och forskningsresanden
Alfred Russel Wallace, som under resor i området mellan åren 1854 till 1862 lade märke till att det rådde en distinkt skillnad mellan floran och faunan på vardera sidan linjen. Fenomenet hade tidigare också noterats av biologen Antonio Pigafetta, som var med på den första världsomseglingen med Ferdinand Magellan, för dokumentering av biologiska iakttagelser under färden.

## Flora och fauna
Endast ett fåtal arter av asiatisk typ förekommer på östra sidan av linjen; förutom några gnagare och fladdermöss, tre arter av spökdjur, den endemiska dvärgvattenbuffeln (Bubalus mindorensis) och Babirusa, eller "hjortsvin" (Babyrousa babyrussa). De stora däggdjuren är påtagligt dvärgväxta, som ofta är fallet i små isolerade populationer.
Man anser att det beror på att sunden längs linjen är såpass djupa att de inte ens under istiderna, när havsytan varit som lägst, har varit torrlagda. Det smalaste är dock idag bara ett trettiotal kilometer brett. De facto finns det en ränna något österut, mellan Timor och Australien, vidare längs Moluckersundet, som är djupare.
(se kontur -120m) Fossila fynd tar i stort sett också slut där. Den linjen kallas Weberlinjen. Mellan dessa två linjer har några fynd av dvärgelefant och dvärgnoshörning noterats, och så sent som 2004 hittade man på ön Flores benrester av en småväxt hominid, den så kallade Homo floresiensis.
När människor befolkade Australien för cirka 60 000 år sedan måste de ha korsat flera stycken flera mil breda sund.